# Östbo härads valkrets
Östbo härads valkrets var vid riksdagsvalen till andra kammaren 1866–1908 en egen valkrets med ett mandat. Valkretsen omfattade Östbo härad i Jönköpings län. Valkretsen avskaffades vid övergången till proportionellt valsystem i valet 1911, då området uppgick i Jönköpings läns västra valkrets.

## Riksdagsmän
- Axel Wilhelm Wigardt, lmp (1867–1870)
- Axel Gustafsson (1870–21/6 1872)
- Axel Wilhelm Wigardt, lmp (1873–1875)
- Magnus Andersson, lmp (1876–1878)
- Axel Wilhelm Wigardt, lmp (1879–1881)
- Magnus Andersson, lmp (1882–1884)
- Gustaf Svensson, lmp 1885–1887, nya lmp 1888–1894 (1885–1894)
- Wilhelm Bengtsson, lmp (1895–1910)
- Edvard Johansson, lmp (1911)

## Valresultat
Valdatum:
| - 6 april 1887 - 12 september 1887 - 12 september 1890 - 27 augusti 1893 - 16 augusti 1896 |  | - 27 augusti 1899 - 7 september 1902 - 3 september 1905 - 6 september 1908 |

### 1887 I
| Andrakammarvalet i Sverige 1887 I: Östbo härads valkrets | Andrakammarvalet i Sverige 1887 I: Östbo härads valkrets | Andrakammarvalet i Sverige 1887 I: Östbo härads valkrets | Andrakammarvalet i Sverige 1887 I: Östbo härads valkrets | Andrakammarvalet i Sverige 1887 I: Östbo härads valkrets |
| Kandidat                                                 | Kandidat                                                 | Röster                                                   | Röster                                                   | Röster                                                   |
| Kandidat                                                 | Kandidat                                                 | Antal                                                    | %                                                        | +− %                                                     |
| -------------------------------------------------------- | -------------------------------------------------------- | -------------------------------------------------------- | -------------------------------------------------------- | -------------------------------------------------------- |
|                                                          | Gustaf Svensson (prot.)                                  | 692                                                      | 79,1                                                     |                                                          |
|                                                          | Magnus Andersson (frih.)                                 | 164                                                      | 18,7                                                     |                                                          |
|                                                          | Övriga kandidater                                        | 19                                                       | 2,2                                                      | —                                                        |
| Antal giltiga röster                                     | Antal giltiga röster                                     | 875                                                      |                                                          |                                                          |
| Kasserade röster                                         | Kasserade röster                                         | 10                                                       |                                                          |                                                          |
| Totalt                                                   | Totalt                                                   | 885                                                      |                                                          |                                                          |

### 1887 II
| Andrakammarvalet i Sverige 1887 II: Östbo härads valkrets | Andrakammarvalet i Sverige 1887 II: Östbo härads valkrets | Andrakammarvalet i Sverige 1887 II: Östbo härads valkrets | Andrakammarvalet i Sverige 1887 II: Östbo härads valkrets | Andrakammarvalet i Sverige 1887 II: Östbo härads valkrets |
| Kandidat                                                  | Kandidat                                                  | Röster                                                    | Röster                                                    | Röster                                                    |
| Kandidat                                                  | Kandidat                                                  | Antal                                                     | %                                                         | +− %                                                      |
| --------------------------------------------------------- | --------------------------------------------------------- | --------------------------------------------------------- | --------------------------------------------------------- | --------------------------------------------------------- |
|                                                           | Gustaf Svensson                                           | 406                                                       | 67,5                                                      | ▼11,6                                                     |
|                                                           | Magnus Andersson (frih.)                                  | 182                                                       | 30,3                                                      | ▲11,6                                                     |
|                                                           | Övriga kandidater                                         | 13                                                        | 2,2                                                       | —                                                         |
| Antal giltiga röster                                      | Antal giltiga röster                                      | 601                                                       |                                                           |                                                           |
| Kasserade röster                                          | Kasserade röster                                          | 26                                                        |                                                           |                                                           |
| Totalt                                                    | Totalt                                                    | 627                                                       |                                                           |                                                           |

### 1890
| Andrakammarvalet i Sverige 1890: Östbo härads valkrets | Andrakammarvalet i Sverige 1890: Östbo härads valkrets | Andrakammarvalet i Sverige 1890: Östbo härads valkrets | Andrakammarvalet i Sverige 1890: Östbo härads valkrets | Andrakammarvalet i Sverige 1890: Östbo härads valkrets |
| Kandidat                                               | Kandidat                                               | Röster                                                 | Röster                                                 | Röster                                                 |
| Kandidat                                               | Kandidat                                               | Antal                                                  | %                                                      | +− %                                                   |
| ------------------------------------------------------ | ------------------------------------------------------ | ------------------------------------------------------ | ------------------------------------------------------ | ------------------------------------------------------ |
|                                                        | Gustaf Svensson                                        | 220                                                    | 58,5                                                   | ▼9,0                                                   |
|                                                        | Magnus Andersson (frih.)                               | 149                                                    | 39,6                                                   | ▲9,3                                                   |
|                                                        | Övriga kandidater                                      | 7                                                      | 1,9                                                    | —                                                      |
| Antal giltiga röster                                   | Antal giltiga röster                                   | 376                                                    |                                                        |                                                        |
| Kasserade röster                                       | Kasserade röster                                       | 147                                                    |                                                        |                                                        |
| Totalt                                                 | Totalt                                                 | 523                                                    |                                                        |                                                        |

### 1893
| Andrakammarvalet i Sverige 1893: Östbo härads valkrets | Andrakammarvalet i Sverige 1893: Östbo härads valkrets | Andrakammarvalet i Sverige 1893: Östbo härads valkrets | Andrakammarvalet i Sverige 1893: Östbo härads valkrets | Andrakammarvalet i Sverige 1893: Östbo härads valkrets |
| Kandidat                                               | Kandidat                                               | Röster                                                 | Röster                                                 | Röster                                                 |
| Kandidat                                               | Kandidat                                               | Antal                                                  | %                                                      | +− %                                                   |
| ------------------------------------------------------ | ------------------------------------------------------ | ------------------------------------------------------ | ------------------------------------------------------ | ------------------------------------------------------ |
|                                                        | Gustaf Svensson                                        | 298                                                    | 43,1                                                   | ▼15,4                                                  |
|                                                        | Wilhelm Bengtsson (prot.)                              | 227                                                    | 32,9                                                   |                                                        |
|                                                        | Magnus Andersson (GL)                                  | 134                                                    | 19,4                                                   | ▼20,2                                                  |
|                                                        | Karl Johan Jonasson                                    | 14                                                     | 2,0                                                    |                                                        |
|                                                        | Övriga kandidater                                      | 18                                                     | 2,6                                                    | —                                                      |
| Antal giltiga röster                                   | Antal giltiga röster                                   | 691                                                    |                                                        |                                                        |
| Kasserade röster                                       | Kasserade röster                                       | 2                                                      |                                                        |                                                        |
| Totalt                                                 | Totalt                                                 | 693                                                    |                                                        |                                                        |

### 1896
| Andrakammarvalet i Sverige 1896: Östbo härads valkrets | Andrakammarvalet i Sverige 1896: Östbo härads valkrets | Andrakammarvalet i Sverige 1896: Östbo härads valkrets | Andrakammarvalet i Sverige 1896: Östbo härads valkrets | Andrakammarvalet i Sverige 1896: Östbo härads valkrets |
| Kandidat                                               | Kandidat                                               | Röster                                                 | Röster                                                 | Röster                                                 |
| Kandidat                                               | Kandidat                                               | Antal                                                  | %                                                      | +− %                                                   |
| ------------------------------------------------------ | ------------------------------------------------------ | ------------------------------------------------------ | ------------------------------------------------------ | ------------------------------------------------------ |
|                                                        | Wilhelm Bengtsson (L, prot.)                           | 530                                                    | 81,3                                                   | ▲48,4                                                  |
|                                                        | Johan Andersson (moderat)                              | 56                                                     | 8,6                                                    |                                                        |
|                                                        | Övriga kandidater                                      | 66                                                     | 10,1                                                   | —                                                      |
| Antal giltiga röster                                   | Antal giltiga röster                                   | 652                                                    |                                                        |                                                        |
| Kasserade röster                                       | Kasserade röster                                       | 4                                                      |                                                        |                                                        |
| Totalt                                                 | Totalt                                                 | 656                                                    |                                                        |                                                        |

### 1899
| Andrakammarvalet i Sverige 1899: Östbo härads valkrets | Andrakammarvalet i Sverige 1899: Östbo härads valkrets | Andrakammarvalet i Sverige 1899: Östbo härads valkrets | Andrakammarvalet i Sverige 1899: Östbo härads valkrets | Andrakammarvalet i Sverige 1899: Östbo härads valkrets |
| Kandidat                                               | Kandidat                                               | Röster                                                 | Röster                                                 | Röster                                                 |
| Kandidat                                               | Kandidat                                               | Antal                                                  | %                                                      | +− %                                                   |
| ------------------------------------------------------ | ------------------------------------------------------ | ------------------------------------------------------ | ------------------------------------------------------ | ------------------------------------------------------ |
|                                                        | Wilhelm Bengtsson                                      | 554                                                    | 74,8                                                   | ▼6,5                                                   |
|                                                        | Gustaf Svensson (kons.)                                | 169                                                    | 22,8                                                   |                                                        |
|                                                        | Övriga kandidater                                      | 18                                                     | 2,4                                                    | —                                                      |
| Antal giltiga röster                                   | Antal giltiga röster                                   | 741                                                    |                                                        |                                                        |
| Kasserade röster                                       | Kasserade röster                                       | 9                                                      |                                                        |                                                        |
| Totalt                                                 | Totalt                                                 | 750                                                    |                                                        |                                                        |

### 1902
| Andrakammarvalet i Sverige 1902: Östbo härads valkrets | Andrakammarvalet i Sverige 1902: Östbo härads valkrets | Andrakammarvalet i Sverige 1902: Östbo härads valkrets | Andrakammarvalet i Sverige 1902: Östbo härads valkrets | Andrakammarvalet i Sverige 1902: Östbo härads valkrets |
| Kandidat                                               | Kandidat                                               | Röster                                                 | Röster                                                 | Röster                                                 |
| Kandidat                                               | Kandidat                                               | Antal                                                  | %                                                      | +− %                                                   |
| ------------------------------------------------------ | ------------------------------------------------------ | ------------------------------------------------------ | ------------------------------------------------------ | ------------------------------------------------------ |
|                                                        | Wilhelm Bengtsson                                      | 495                                                    | 89,5                                                   | ▲14,7                                                  |
|                                                        | Karl Johan Jonasson                                    | 26                                                     | 4,7                                                    |                                                        |
|                                                        | Övriga kandidater                                      | 32                                                     | 5,8                                                    | —                                                      |
| Antal giltiga röster                                   | Antal giltiga röster                                   | 553                                                    |                                                        |                                                        |
| Kasserade röster                                       | Kasserade röster                                       | 10                                                     |                                                        |                                                        |
| Totalt                                                 | Totalt                                                 | 563                                                    |                                                        |                                                        |

### 1905
| Andrakammarvalet i Sverige 1905: Östbo härads valkrets | Andrakammarvalet i Sverige 1905: Östbo härads valkrets | Andrakammarvalet i Sverige 1905: Östbo härads valkrets | Andrakammarvalet i Sverige 1905: Östbo härads valkrets | Andrakammarvalet i Sverige 1905: Östbo härads valkrets |
| Kandidat                                               | Kandidat                                               | Röster                                                 | Röster                                                 | Röster                                                 |
| Kandidat                                               | Kandidat                                               | Antal                                                  | %                                                      | +− %                                                   |
| ------------------------------------------------------ | ------------------------------------------------------ | ------------------------------------------------------ | ------------------------------------------------------ | ------------------------------------------------------ |
|                                                        | Wilhelm Bengtsson                                      | 468                                                    | 84,8                                                   | ▼4,7                                                   |
|                                                        | Victor Andersson                                       | 30                                                     | 5,4                                                    |                                                        |
|                                                        | Övriga kandidater                                      | 54                                                     | 9,8                                                    | —                                                      |
| Antal giltiga röster                                   | Antal giltiga röster                                   | 552                                                    |                                                        |                                                        |
| Kasserade röster                                       | Kasserade röster                                       | 3                                                      |                                                        |                                                        |
| Totalt                                                 | Totalt                                                 | 555                                                    |                                                        |                                                        |

### 1908
| Andrakammarvalet i Sverige 1908: Östbo härads valkrets | Andrakammarvalet i Sverige 1908: Östbo härads valkrets | Andrakammarvalet i Sverige 1908: Östbo härads valkrets | Andrakammarvalet i Sverige 1908: Östbo härads valkrets | Andrakammarvalet i Sverige 1908: Östbo härads valkrets |
| Kandidat                                               | Kandidat                                               | Röster                                                 | Röster                                                 | Röster                                                 |
| Kandidat                                               | Kandidat                                               | Antal                                                  | %                                                      | +− %                                                   |
| ------------------------------------------------------ | ------------------------------------------------------ | ------------------------------------------------------ | ------------------------------------------------------ | ------------------------------------------------------ |
|                                                        | Wilhelm Bengtsson                                      | 1 321                                                  | 85,7                                                   | ▲0,9                                                   |
|                                                        | Axel Sterner i Värnamo (frisinnad)                     | 214                                                    | 13,9                                                   |                                                        |
|                                                        | Övriga kandidater                                      | 7                                                      | 0,4                                                    | —                                                      |
| Antal giltiga röster                                   | Antal giltiga röster                                   | 1 542                                                  |                                                        |                                                        |
| Kasserade röster                                       | Kasserade röster                                       | 1                                                      |                                                        |                                                        |
| Totalt                                                 | Totalt                                                 | 1 543                                                  |                                                        |                                                        |